# Xã Gate, Quận McLean, Bắc Dakota
Xã Gate (tiếng Anh: Gate Township) là một xã thuộc quận McLean, tiểu bang Bắc Dakota, Hoa Kỳ. Năm 2010, dân số của xã này là 20 người.